# Mortonia
Mortonia es un género de  arbustos pertenecientes a la familia Celastraceae. Comprende 11 especies descritas y de estas, solo 7 aceptadas.

## Taxonomía
El género fue descrito por Asa Gray y publicado en Smithsonian Contributions to Knowledge 3(5): 34–35, pl. 4. 1852. La especie tipo es: Mortonia sempervirens A. Gray	

## Especies aceptadas
A continuación se brinda un listado de las especies del género Mortonia aceptadas hasta octubre de 2013, ordenadas alfabéticamente. Para cada una se indica el nombre binomial seguido del autor, abreviado según las convenciones y usos.
- Mortonia diffusa Rose & Standl.
- Mortonia greggii A. Gray
- Mortonia hidalgensis Standl.
- Mortonia latisepala I.M. Johnst.
- Mortonia palmeri Hemsl.
- Mortonia sempervirens A. Gray
- Mortonia utahensis (Coville ex Trel.) A. Nelson